# Natalivka, Horol
Natalivka (în ucraineană Наталівка) este un sat în comuna Ștompelivka din raionul Horol, regiunea Poltava, Ucraina.

## Demografie
Componența lingvistică a localității Natalivka
     Ucraineană (97,87%)
     Rusă (1,06%)
     Română (1,06%)
Conform recensământului din 2001, majoritatea populației localității Natalivka era vorbitoare de ucraineană (97,87%), existând în minoritate și vorbitori de rusă (1,06%) și română (1,06%).